# Brest Challenger 2000
Il Brest Challenger 2000 è stato un torneo di tennis facente parte della categoria ATP Challenger Series nell'ambito dell'ATP Challenger Series 2000. Il torneo si è giocato a Brest in Francia dal 20 al 25 novembre 2000 su campi in sintetico indoor.

## Vincitori

### Singolare
Michel Kratochvil ha battuto in finale  Johan Settergren con il punteggio di 3–6, 6–4, 7–6(2).

### Doppio
Tuomas Ketola /  Laurence Tieleman hanno battuto in finale  František Čermák /  Ota Fukárek con il punteggio di 7–6(5), 1–6, 6–3.